# Kerényi György (zeneszerző)
Kerényi György (Csorna, 1902. március 9. – Budapest, 1986. december 30.) magyar zeneszerző, népzenekutató, karnagy, szerkesztő, tanár.
IPI kód 00143115317

## Életpályája
Tanulmányait a budapesti Zeneakadémián végezte 1920 és 1925 között, ahol  Kodály Zoltán tanítványa volt zeneszerzésből. Eötvös-kollégista volt. Doktori disszertációját a budapesti Pázmány Péter Tudományegyetemen írta, „A magyar jambus-dallamok ritmusa” címmel. 1925 és 1930 között Győrött tanár, karnagy valamint a Győri Hírlap munkatársa volt. 1929-től rendszeresen foglalkozott népdalok gyűjtésével. Ösztöndíjas volt 1930 - 1931-ben Berlinben, majd 1932-ben Rómában. 1933 és 1950 között az Énekszó, illetve 1941 és 1950 között az Éneklő lfjúság című folyóiratok egyik alapítója és szerkesztője volt. 1934 és 1940 között a Chinoin gyár vegyeskarát vezette és az MTA népzenekutató csoportjának főmunkatársa. 1934 és 1940 között Bartók Béla, majd 1940 után Kodály Zoltán munkatársa volt. 1949 és 1970 között az MTA Zenetudományi Intézete  Népzenekutató Csoportjának osztályvezetőjeként dolgozott. Ő volt a Magyar Népzene Tára egyik főszerkesztője. Az egyike volt azoknak, akik az énekoktatást irányították és magyar népzenei alapokra helyezték.
Számos írása jelent meg. Kerényi több világi és egyházi kórus szövegét fordította magyarra  (pl. Angyali énekszó, 1932; Palestrina hét himnusza). Több kiadványt szerkesztett reneszánsz kori mesterek műveiből, melyekhez saját fordítású szöveget mellékelt, továbbá népi- és játékdalokból, valamint kánonokból. Közreműködött több ének-oktatási tankönyv szerkesztésében (Énekes Ábécé, Éneklő Iskola, Énekes Líceum. Iskolai Énekgyűjtemény). 

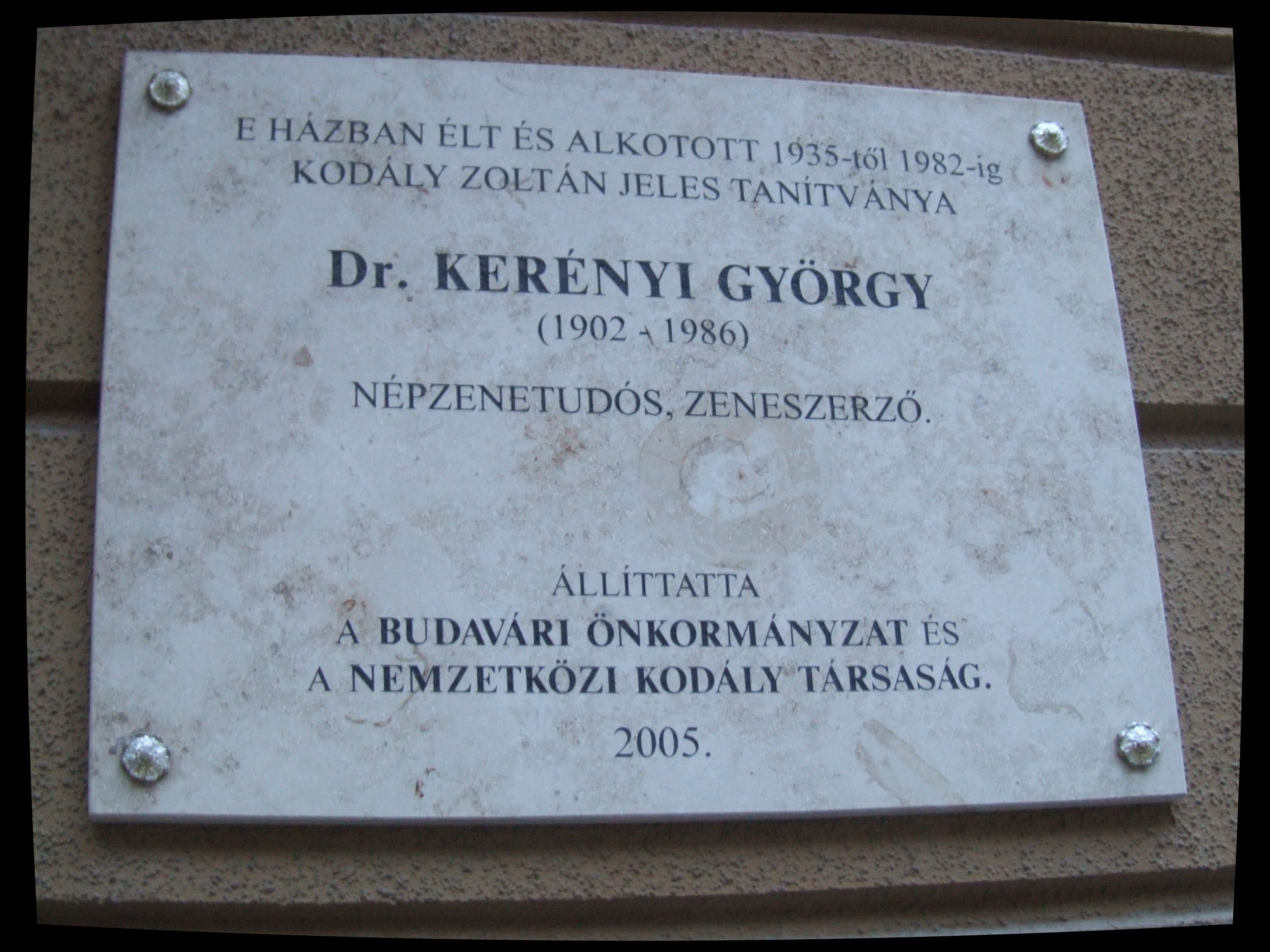
Kerényi György emléktáblája, Budapest I. Pauler u. 17.

## Emlékezete
- Emlékét tábla őrzi Budapest I. kerületében.
- 1990-től a nevét viseli a helyi zeneiskola (A Csornai Általános Iskola és AMI intézményegységeként, Kerényi György Alapfokú Művészeti Iskolaként működik).[5]

## Főbb zeneművei
- Márk passió, A séta 200 bicinium, Gyermekkarok (1928);
- Kilenc leánykar (1929, 1939);
- Kétágú síp (Bp., 1934);
- Az énekkari műveltség kezdetei (Bp., 1936);
- Madárka. 102 magyar népdal (2. kiad. Bp., 1939);
- Magyar énekes népszokások (közreadó, Bp., 1982).

## Írásai
- Elsüllyedt falu a Dunántúlon (Bp., 1936)
- A regős ének magja (Bp., 1953); Megy a kosár (Bp., 1957)
- Szentirmay Elemér és a magyar népzene (Bp., 1966)
- Zsidó zene, magyar népzene (Bp., 1969)
- Kodály és Berzsenyi (Berzsenyi emlékkönyv, Bp., 1976)